# Lupinus
Lupinus es un género de plantas leguminosas con alrededor de 200 especies originarias del Mediterráneo (subgénero Lupinus) y de América (subgénero Platycarpos (Watson) Kurl.)
Las plantas de este género reciben el nombre de lupino, chocho, lupín, altramuz,  o tremosos (del portugués tremoços). Tienen usos en alimentación humana y animal y también como plantas ornamentales.

## Descripción
Son plantas de tallo erecto, que habitualmente miden entre 0,5 y 2 m de altura. Sus hojas están formadas por un número impar de foliolos y su aspecto es semejante al de un paraguas cerrado. En las especies silvestres y las cultivadas con propósitos ornamentales, las flores se reúnen en largas y vistosas inflorescencias, sin embargo, las especies cultivadas para la alimentación suelen tener inflorescencias más pequeñas y poco notorias. Los colores de los pétalos varían desde el blanco al azul intenso, con predominio de tonos azulados y rosados. Su fruto es una legumbre que contiene semillas con forma de esfera achatada.

## Nutrientes
La mayoría de las especies de lupinos posee semillas con un buen contenido de proteínas (35-40%), una buena proporción de fibras (25,5 %), una adecuada cantidad de azúcares (13,5 %) y minerales — principalmente cobalto, fósforo y potasio (5,5 %). Sin embargo contienen alcaloides tóxicos.

## Uso en la alimentación

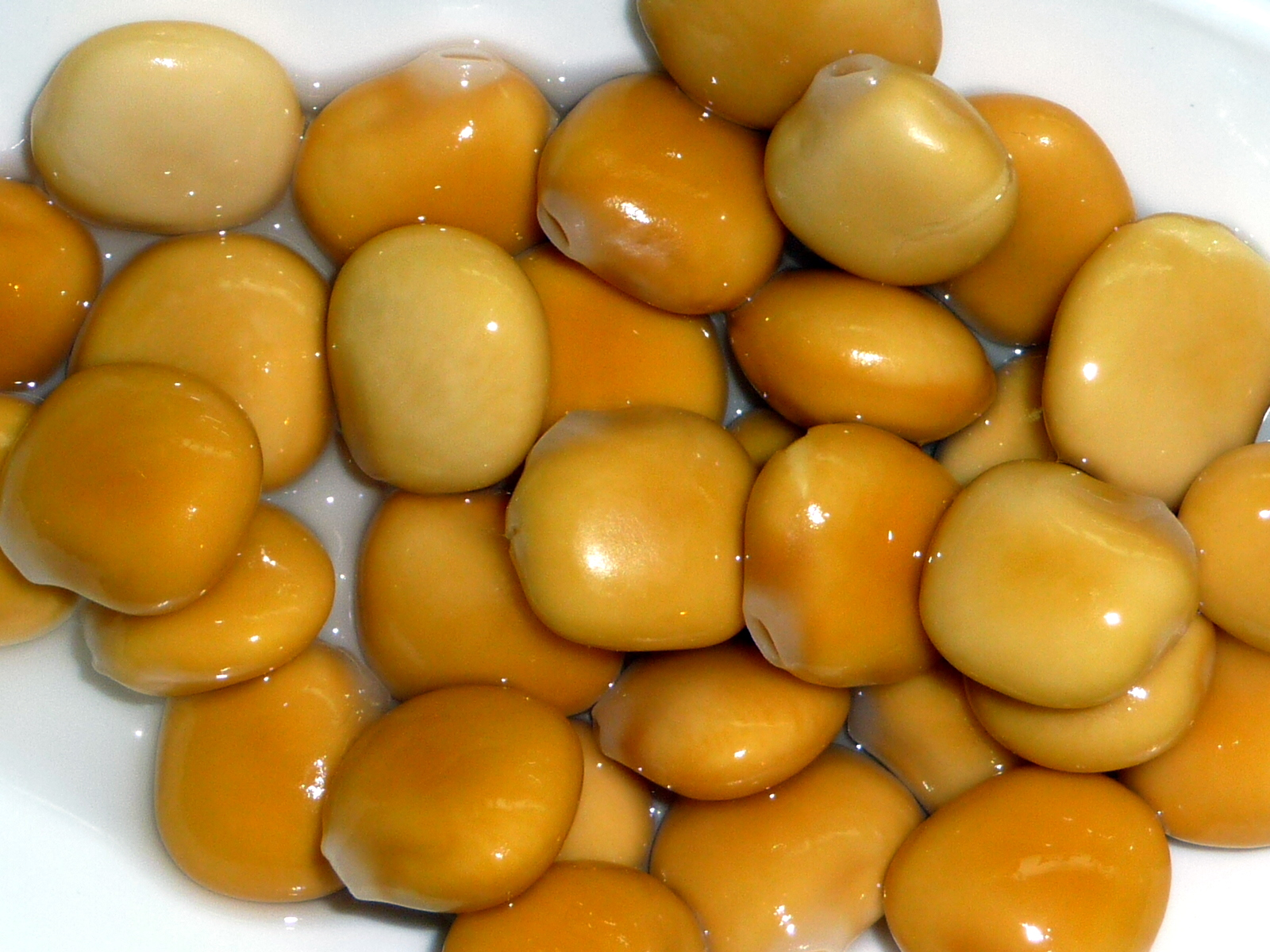
Lupinos, llamados coloquialmente chochos en España.

Asimismo muchas de las especies de lupinos producen semillas que sirven de alimento a los ganados e incluso —como en el caso de los altramuces L. albus o en el de L. mutabilis— alimento para el ser humano. Pero en este caso es menester un previo tratamiento y siempre su consumo debe ser moderado ya que poseen alcaloides y otras substancias que pueden afectar la salud humana.
Ya en la antigüedad era muy frecuente el consumo de lupinos, que viene dándose desde una época que supera los 4000 años, siendo alimento usual entre los antiguos egipcios y los mayas. No se debe confundir el lupino con las almortas (Lathyrus sativus) también llamadas chícharo, guija, pito o tito que es otro tipo de haba con la que se hacen gachas y que también tiene toxicidad en dosis altas.
En la actualidad los lupinos se pueden consumir en forma de grano salmuerado (tal como ocurre en el Magreb, la Occitania, Portugal, Ecuador, España, Italia, Argentina y Venezuela), o bajo la forma de una sémola preparada en galletas.
En el 2004, Australia fue el mayor productor mundial de semillas de lupinos, alcanzando a producir 1 millón de t, lo que significó el 87 % del total mundial.
Las variedades destinadas a la alimentación animal son dulces, es decir, contienen menos de 0,02 % de alcaloides, mientras que el resto son amargas, o sea, superan ese porcentaje de alcaloides. El amargor es una característica dominante y por eso la semilla que se obtiene sucesivamente de variedades dulces que se fecundan sin intervención humana pierden el dulzor y dejan de ser adecuadas para los animales.

## Ecología
Se extienden prácticamente por toda la región templada y subtropical de la Tierra, prosperando de modo silvestre en suelos arenosos. Una gran utilidad de la mayoría de las especies de lupinos es su característica de fijar el nitrógeno en los suelos, razón por la cual son excelentes fertilizantes naturales. Se conocen aproximadamente 300 especies naturales de Lupinus.

## Lista seleccionada de especies
- Lupinus albifrons
- Lupinus albus
- Lupinus alopecuroides

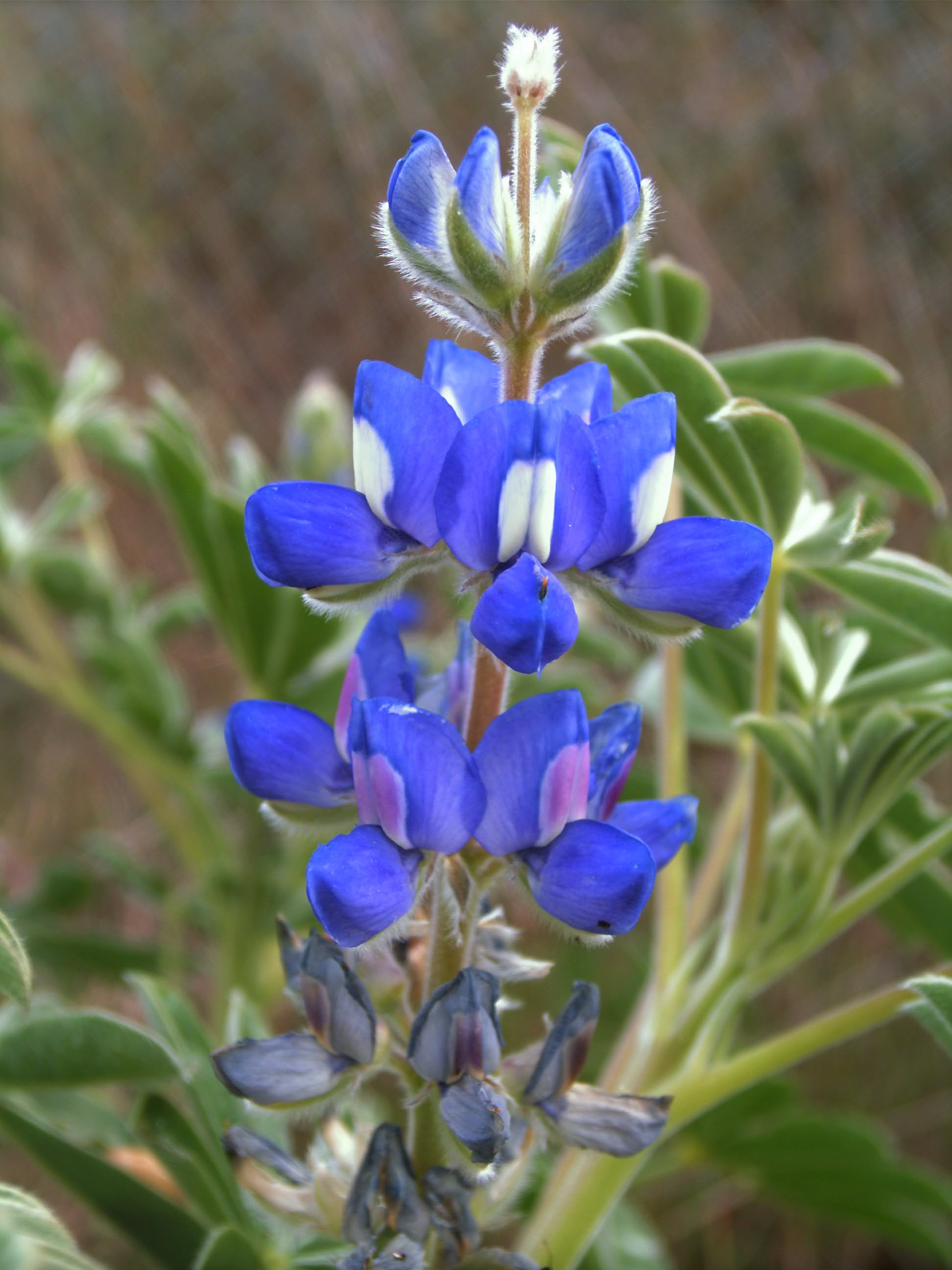
Lupinus micranthus

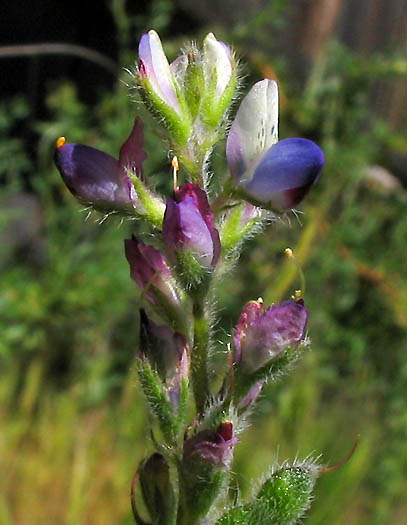
Lupinus concinnus

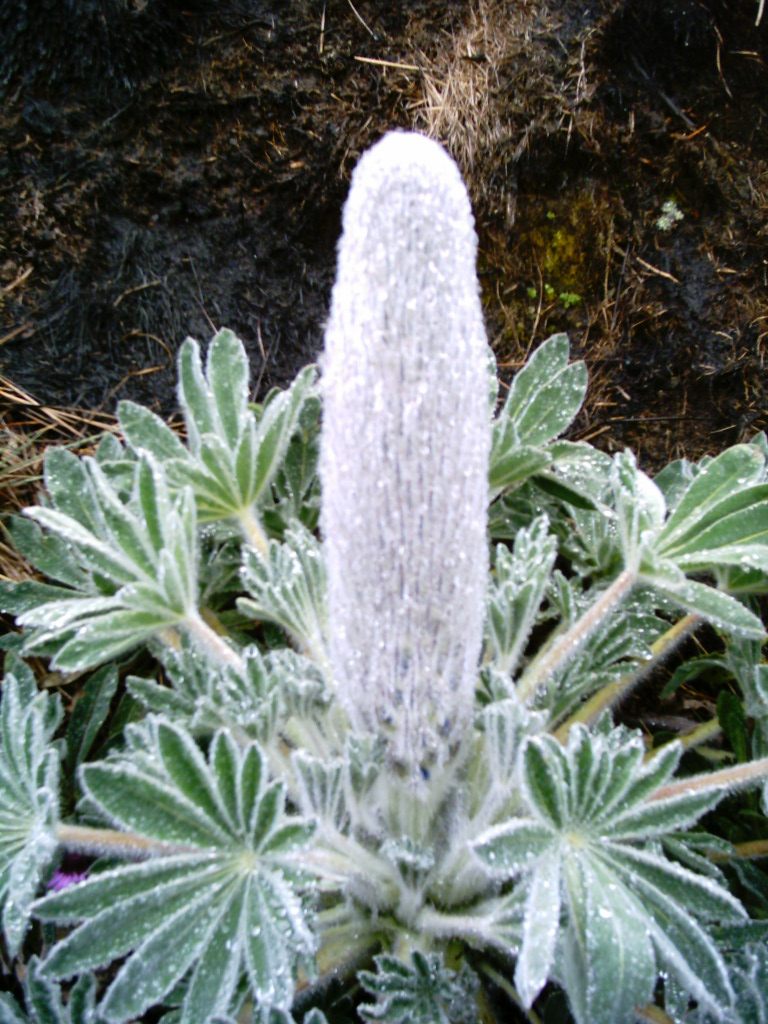
Lupinus alopecuroides

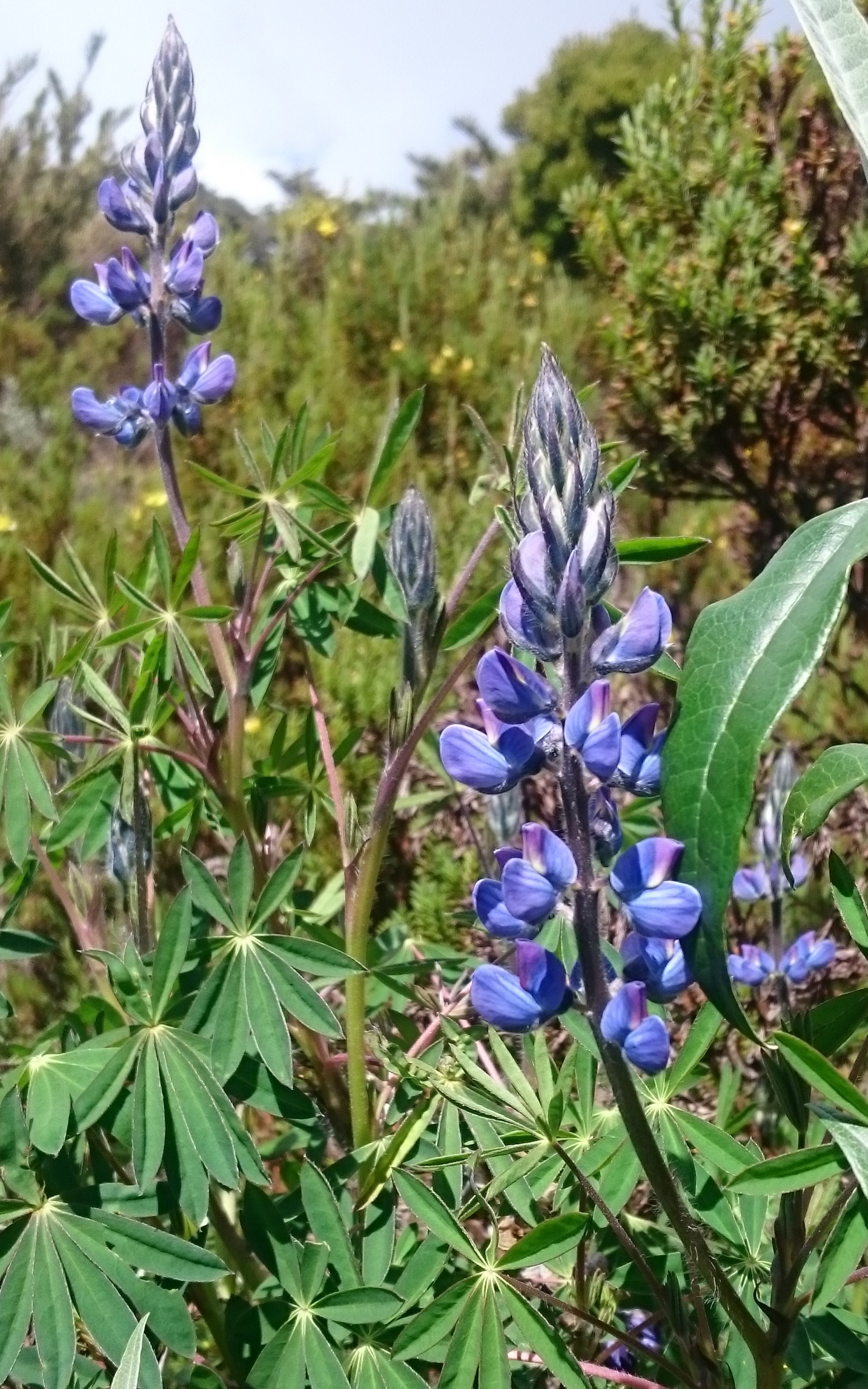
Lupinus costaricensis

- Lupinus angustifolius (lupino azul)
- Lupinus argenteus Pursh (chocho del Perú, tauri del Perú)[3]
- Lupinus arizonicus
- Lupinus arcticus
- Lupinus atlanticus
- Lupinus australeus
- Lupinus chamissonis
- Lupinus concinnus (lupino bajada)
- Lupinus cosentinii
- Lupinus costaricensis
- Lupinus cytisoides
- Lupinus difusus
- Lupinus digitalis
- Lupinus elegans
- Lupinus exaltatus
- Lupinus excubitus
- Lupinus graecus
- Lupinus gredensis
- Lupinus hartwegii
- Lupinus hirsutissimus
- Lupinus hispanicus
- Lupinus La Demoiselle
- Lupinus linifolius
- Lupinus littoralis
- Lupinus luteus (lupino amarillo)
- Lupinus macbrideanus
- Lupinus mariae-josephi
- Lupinus mexicanus
- Lupinus micranthus
- Lupinus microcarpus
- Lupinus montanus
- Lupinus multifloris
- Lupinus mutabilis (tarwi)
- Lupinus nanus
- Lupinus neomexicanus
- Lupinus nootkasensis
- Lupinus perennis
- Lupinus pilosus
- Lupinus polyphyllus
- Lupinus reflexus
- Lupinus rotundiflorus
- Lupinus sulphureus
- Lupinus texensis
- Lupinus tidestromii
- Lupinus truncatus
- Lupinus variocolor
- Lupinus varius
- Lupinus weberbaueri

## Toxicidad
Se han encontrado compuestos tóxicos en el género, como la anagirina y la amodendrina. Su consumo puede afectar a las madres durante la gestación provocando defectos congénitos. También se encuentran la lupanina y la esparteína en las semillas que afectan el sistema nervioso, y la lupinina, un alcaloide hepatotóxico.